# Đồn Xá
Đồn Xá (屯舍) là một xã thuộc huyện Bình Lục, tỉnh Hà Nam, Việt Nam.
Xã Đồn Xá có diện tích 7,66 km², dân số năm 1999 là 5959 người, mật độ dân số đạt 778 người/km².
Xã có 9 thôn: Bồ Xá (蒲舍), Đa Tài, Đạo Truyền (導傳), Đuồn Xá, Hòa Mục (和睦), Nhân Dực (仁翊), Thanh Khê (清溪), Thanh Nghĩa (清義), Tiên Lý (仙里).
Hiện nay, xã có một số di tích lịch sử cấp quốc gia và cấp tỉnh như: Đình Thanh Khê, đình Thanh Nghĩa, Chùa Đạo Truyền, đình Tiên Lý

## Đình Thanh Khê
Đình Thanh Khê thờ Nguyễn Ninh, Nguyễn Tĩnh là 2 vị tướng nhà Đinh gặp thời loạn lạc 12 sứ quân đã tập hợp trai tráng vùng Bình Lục tập luyện võ nghệ để bảo vệ quê hương. Khi Đinh Bộ Lĩnh nổi dậy các ông đã theo về để đánh dẹp 12 sứ quân, lập nhiều công trạng lớn.